# Cyphon nipponicus
Cyphon nipponicus es una especie de coleóptero de la familia Scirtidae.

## Distribución geográfica
Habita en Japón.